# 분노왕
《분노왕》은 대한민국의 채널A의 예능 프로그램이다. 분노 사연을 가진 사람들의 이야기 들어보고 연예인 패널과 전문가로 구성된 ‘분노해소단’이 속 시원한 맞춤형 분노 해소책을 제공하는 프로그램이다.

## 방송 시간
- 2012년 9월 5일 ~ 2013년 5월 1일 : 매주 수요일 오후 11시 00분